# Cisco IOS
'Cisco IOS (Internetwork Operating System) là hệ điều hành đa nhiệm được sử dụng rộng rãi trên các sản phẩm Router và Switch của hãng Cisco (Switch cũ hơn sử dụng CatOS). IOS hỗ trợ các chức năng định tuyến, chuyển mạch, liên kết mạng và truyền thông.
Giao diện dòng lệnh của IOS cung cấp các tập lệnh cho từng "kiểu" (mode) và phân cấp người dùng. Với "kiểu cấu hình toàn cục" (global configuration mode), tập lệnh cung cấp cho phép thay đổi các cấu hình hệ thống, và "kiểu cấu hình giao diện" cung cấp các lệnh cấu hình của một giao diện cụ thể. Tất cả các lệnh được phân vào các cấp từ 0 tới 15, và chỉ những người dùng được phân cấp mới có thể sử dụng. Các phân cấp này có thể được định nghĩa qua giao diện dòng lệnh.